# USS Killen (DD-593)
USS Killen (DD-593) là một tàu khu trục lớp Fletcher được Hải quân Hoa Kỳ chế tạo trong Chiến tranh Thế giới thứ hai. Nó là chiếc tàu chiến duy nhất của Hải quân Mỹ được đặt theo tên Edward Killen (?-1806), người tham gia cuộc Chiến tranh Barbary thứ nhất; Killen đã tình nguyện tham gia đội của Stephen Decatur trong cuộc đột kích vào cảng Tripoli năm 1804 để phá hủy tàu frigate USS Philadelphia (1799) của Hoa Kỳ bị cướp biển Tripoli chiếm giữ. Nó hoạt động cho đến hết Thế Chiến II, được cho xuất biên chế năm 1946, và bị đánh chìm như một mục tiêu tại Puerto Rico năm 1975. Killen được tặng thưởng hai Ngôi sao Chiến trận do thành tích phục vụ trong Thế Chiến II.

## Thiết kế và chế tạo
Killen được đặt lườn tại Xưởng hải quân Puget Sound, Bremerton, Washington vào ngày 26 tháng 11 năm 1941. Nó được hạ thủy vào ngày 10 tháng 1 năm 1943; được đỡ đầu bởi bà Inez Cowdrey; và nhập biên chế vào ngày 4 tháng 5 năm 1944 dưới quyền chỉ huy của Hạm trưởng, Trung tá Hải quân H. G. Corey.

## Lịch sử hoạt động
Sau khi hoàn tất chạy thử máy, Killen rời Port Angeles, Washington vào ngày 19 tháng 8 năm 1944 để hộ tống một đoàn tàu vận tải đi từ Trân Châu Cảng, và đi đến Manus thuộc quần đảo Admiralty vào ngày 14 tháng 9. Sau một giai đoạn thực hành huấn luyện, nó khởi hành từ Hollandia vào ngày 12 tháng 10 cùng Lực lượng tấn công trung tâm Philippine, đi đến ngoài khơi vịnh San Pedro vào ngày 20 tháng 10. Trong năm ngày tiếp theo, nó bắn pháo hỗ trợ cả ban ngày và ban đêm cho binh lính trên bờ trong trận Leyte, từng tiêu diệt ba vị trí pháo binh đối phương chỉ trong vòng 30 phút trong ngày 21 tháng 10.
Khi Hạm đội Liên hợp Nhật Bản phản công cuộc đổ bộ trong trận Hải chiến vịnh Leyte, hải đội của Killenđã đối đầu với Lực lượng phía Nam Nhật Bản trong Trận chiến eo biển Surigao. Lúc 03 giờ 25 phút sáng ngày 25 tháng 10, nó phóng năm quả ngư lôi nhắm vào thiết giáp hạm Yamashiro. Một quả ngư lôi đã trúng đích khiến con tàu đối phương bị giảm tốc độ còn 5 hải lý trên giờ (9,3 km/h), trở thành mục tiêu dễ dàng cho các tàu chiến khác. Sau trận chiến ngoài khơi Leyte vốn trải rộng hàng trăm ngàn hải lý, Hạm đội Nhật Bản hầu như bị vô hiệu hóa, giúp đẩy nhanh quá trình kết thúc chiến tranh.
Killen tiếp nối nhiệm vụ bảo vệ phòng không; và đang khi tuần tra ngoài khơi Leyte vào ngày 1 tháng 11, nó bị bảy máy bay đối phương tấn công. Nó bắn rơi được bốn chiếc trước khi một quả bom ném trúng mạn trái của con tàu, khiến 15 thành viên thủy thủ đoàn thiệt mạng. Sau khi được sửa chữa tạm thời tại vịnh San Pedro và Manus, nó quay trở về Xưởng hải quân Hunters Point, California vào ngày 15 tháng 1 năm 1945 để được đại tu toàn bộ.
Quay trở lại Manus vào ngày 9 tháng 5 dưới quyền chỉ huy của Hạm trưởng mới, Trung tá Hải quân James L. Semmes, nó khởi hành ngay ngày hôm sau để làm nhiệm vụ hộ tống vận tải và tuần tra tại Philippines, hình thành nên lực lượng hộ tống cho chiếc tàu tuần dương đưa tướng Douglas MacArthur thị sát hầu hết các đảo tại Philippines, thực hiện lời hứa: "Tôi sẽ trở lại".
Không đủ sức mạnh hệ thống động lực để hoạt động cùng các tàu sân bay nhanh chung quanh Okinawa, Killen được giữ lại ở phía Nam cùng hạm đội tuần tiễu. Nó đi đến vịnh Brunei, Borneo vào ngày 10 tháng 6 cùng một lực lượng tấn công để tham gia Chiến dịch Oboe Six, và đã bắn phá chuẩn bị cho cuộc đổ bộ. Con tàu tiến hành tập trận vào ngày 15 tháng 6 trước khi đi đến ngoài khơi Balikpapan, Borneo vào ngày 27 tháng 6 tham gia trận Balikpapan, làm nhiệm vụ bắn hỏa lực hỗ trợ. Sau khi vô hiệu hóa các khẩu đội pháo đối phương tại Borneo, chiếc tàu khu trục chuẩn bị cho giai đoạn cuối cùng của chiến tranh tại Thái Bình Dương, khi nó đi đến Manila vào ngày 14 tháng 7. Nó rời cảng hai tuần sau đó, tham gia Lực lượng Bắc Thái Bình Dương để hoạt động tại khu vực quần đảo Aleut.
Sau khi xung đột kết thúc, Killen được phân công vào lực lượng chiếm đóng tại các đảo chính quốc Nhật Bản. Nó rời Adak vào ngày 31 tháng 8, đặt căn cứ tại Ominato về phía Bắc đảo Honshū, và hỗ trợ cho các hoạt động của lực lượng chiếm đóng cho đến ngày 14 tháng 11, khi nó lên đường quay trở về Puget Sound, Washington. Từ đây con tàu lên đường đi San Diego, đến nơi vào ngày 2 tháng 4 năm 1946, và được cho xuất biên chế vào ngày 9 tháng 7 năm 1946.
Killen phục vụ như một tàu mục tiêu cho Chiến dịch Hardtack I, cuộc thử nghiệm bom nguyên tử ký hiệu WAHOO và UMBRELLA, vào năm 1958; rồi tham gia cuộc thử nghiệm chất nổ năm 1962 tại vịnh Chesapeake nhằm trắc nghiệm cấu trúc con tàu do ảnh hưởng của các vụ nổ. Killen được rút khỏi danh sách Đăng bạ Hải quân và được gửi đến căn cứ hải quân tại Roosevelt Roads, Puerto Rico vào tháng 1 năm 1963 để sử dụng như một mục tiêu tác xạ pháo và tên lửa tại đảo Vieques lân cận Puerto Rico, nơi nó bị đánh chìm tại vùng vịnh nông vào năm 1975. Khoảng 200 thùng chứa được một nhà khảo cổ biển Puerto Rico và Đại học Georgia phát hiện ở trên xác chiếc tàu đắm vào năm 1999, nghi ngờ chứa chất liệu nhiễm phóng xạ sau các cuộc thử nghiệm bom nguyên tử tại Thái Bình Dương của con tàu trước đây, làm dấy lên mối lo ngại rò rỉ phóng xạ ảnh hưởng đến môi trường động vật và cư dân Vieques. Nguồn gốc các vật liệu này cho đến nay vẫn chưa rõ.

## Phần thưởng
Killen được tặng thưởng hai Ngôi sao Chiến trận do thành tích phục vụ trong Thế Chiến II.